# Agapetus celatus
Agapetus celatus är en nattsländeart som beskrevs av Mclachlan 1871. Agapetus celatus ingår i släktet Agapetus och familjen stenhusnattsländor. Inga underarter finns listade i Catalogue of Life.